# Epsilon Ursae Majoris
Alioth (Epsilon Ursae Majoris / ε Uma) este o stea din constelația Ursa Mare. În pofida denumirii sale Bayer, « ε » (epsilon, a cincea literă a alfabetului grec), Alioth este cea mai strălucitoare din această constelație, și face parte din celebrul asterism Carul Mare.

## Numele stelei
Numele tradițional al stelei, « Alioth » (precum și « Aliath, Alliath, Allioth »), provine, fără îndoială, din arabă, dar diverse surse indică diferite origini, ca alyat, „coada oii” sau al-jawn, „calul negru”.
Denumirea Bayer a stelei Alioth violează regula uzuală care cere ca primele litere ale alfabetului grec să fie asociate celor mai strălucitoare stele dintr-o constelație. În fapt, stelele din constelația Ursa Mare au fost indexate de către Bayer de la Vest la Est și nu după luminozitatea descrescândă.
În 2016, Uniunea Astronomică Internațională a organizat un Grup de lucru privind numele stelelor (WGSN) pentru a cataloga și a standardiza numele proprii pentru stele. Primul buletin al WGSN din iulie 2016 a inclus un tabel al primelor două loturi de nume aprobate de WGSN, care a inclus numele Alioth oficial pentru această stea.

## Caracteristici fizice
Cu o magnitudine aparentă de 1,76, Alioth este a treizeci și una cea mai strălucitoare stea de pe bolta cerească. După măsurătorile făcute  de satelitul Hipparcos, ea se află la distanța de 81 ani-lumină de Pământ.
Este o subgigantă albă, tipul său spectral fiind A0p, unde «p» semnifică «peculiară», spectrul luminos fiind original, o caracteristică a stelelor variabile de tip α 2 CVn (al cărui prototip este α 2 Canum Venaticorum, sau Cor Caroli). Alioth, reprezentant al acestui tip, pare să combine două fenomene care interacționeză: câmpul său magnetic intens separă diferitele sale elemente metalice și unghiul dintre axa sa de rotație și câmpul magnetic (aproape 90°) provoacă diverse benzi de elemente triate, care sunt percepute în diferite momente de pe Terra. Aceste elemente (și rotația benzilor lor) induc o fluctuație a spectrului lui Alioth pe o periodă de 5,1 zile.
Pentru acest tip de stele variabile, Alioth posedă un câmp magnetic relativ slab, de 15 ori mai slab decât acela al stelei Cor Caroli, însă totuși de 100 de ori mai puternic decât acela al Pământului.

## Poziția stelei în constelație

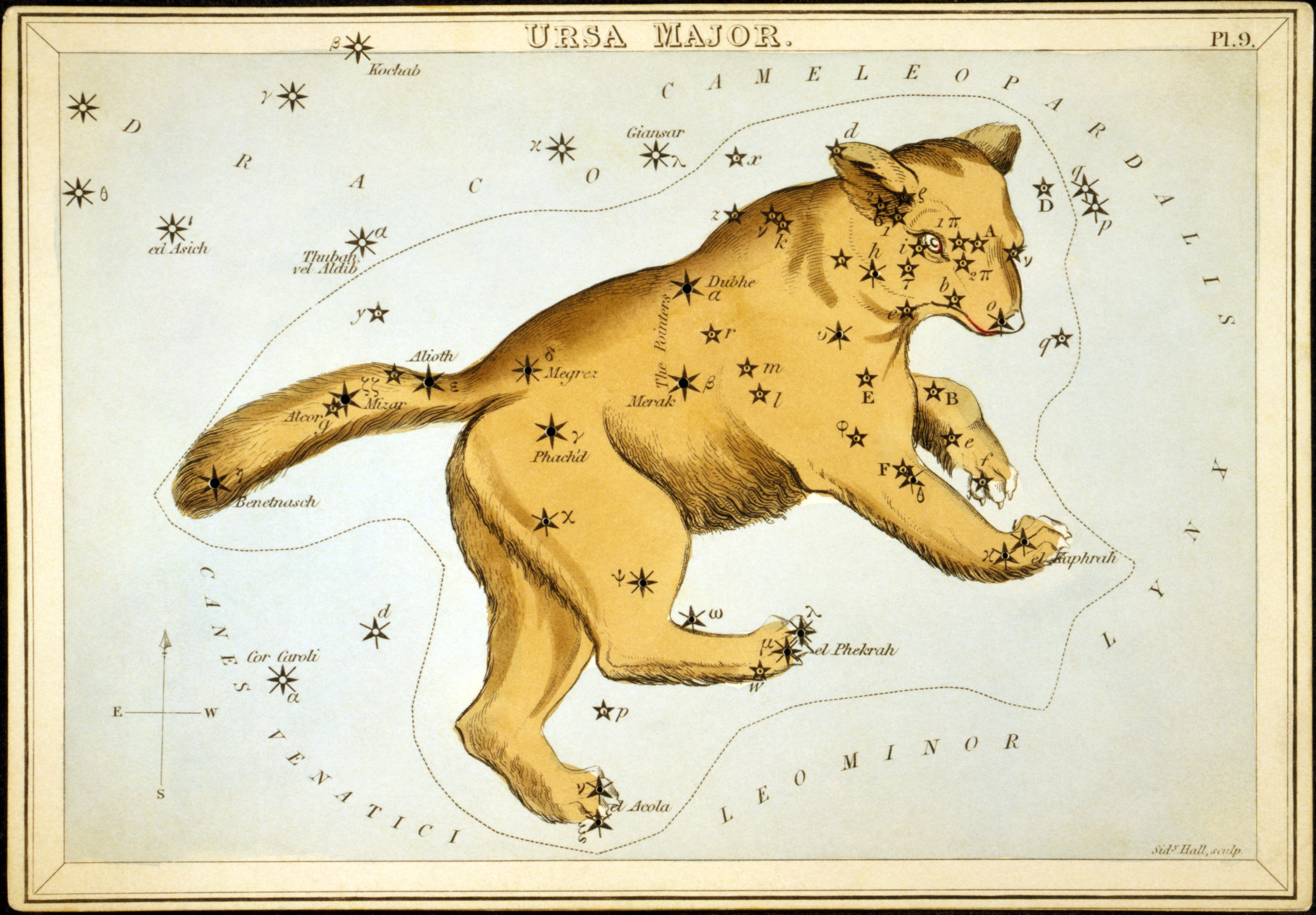
Steaua Alioth se află la baza cozii animalului

Din punct de vedere al constelației Ursa Mare, Alioth este steaua de la coada animalului cea mai apropiată de acestuia. Este și un membru al curentului de stele din Ursa Mare, un mare grup de stele difuz ai cărui membri par să aibă viteze comune.

## Observare
Magnitudinea aparentă a stelei Alioth este de 1,76, ceea ce o face a treizeci și treia stea cea mai strălucitoare de pe cer. Este ușor de individualizat fiind cea mai strălucitoare stea de pe coada Ursei și mai aproape de corpul animalului. Cu o declinație de +55°, Alioth este o stea din Emisfera boreală. În Emisfera australă este observabilă la latitudini situate mai la nord de paralela de 35º S, ceea ce cuprinde Brazilia întreagă, Africa întreagă și o bună parte din Australia. În Emisfera boreală astrul devine circumpolar, la nord de paralela de 35º N, teritoriu care cuprinde Europa întreagă.